# Escamotage d'une dame au théâtre Robert-Houdin
Escamotage d'une dame au théâtre Robert-Houdin is een Franse stomme film uit 1896. De film werd geregisseerd door Georges Méliès.

## Verhaal
Een goochelaar (Méliès) laat zijn assistente verdwijnen. Wanneer hij ze terug tevoorschijn tovert is het enkel een geraamte dat op de stoel verschijnt. Hij legt opnieuw een doek over het geraamte en tovert zijn assistente terug tevoorschijn.